# Furacão Patricia

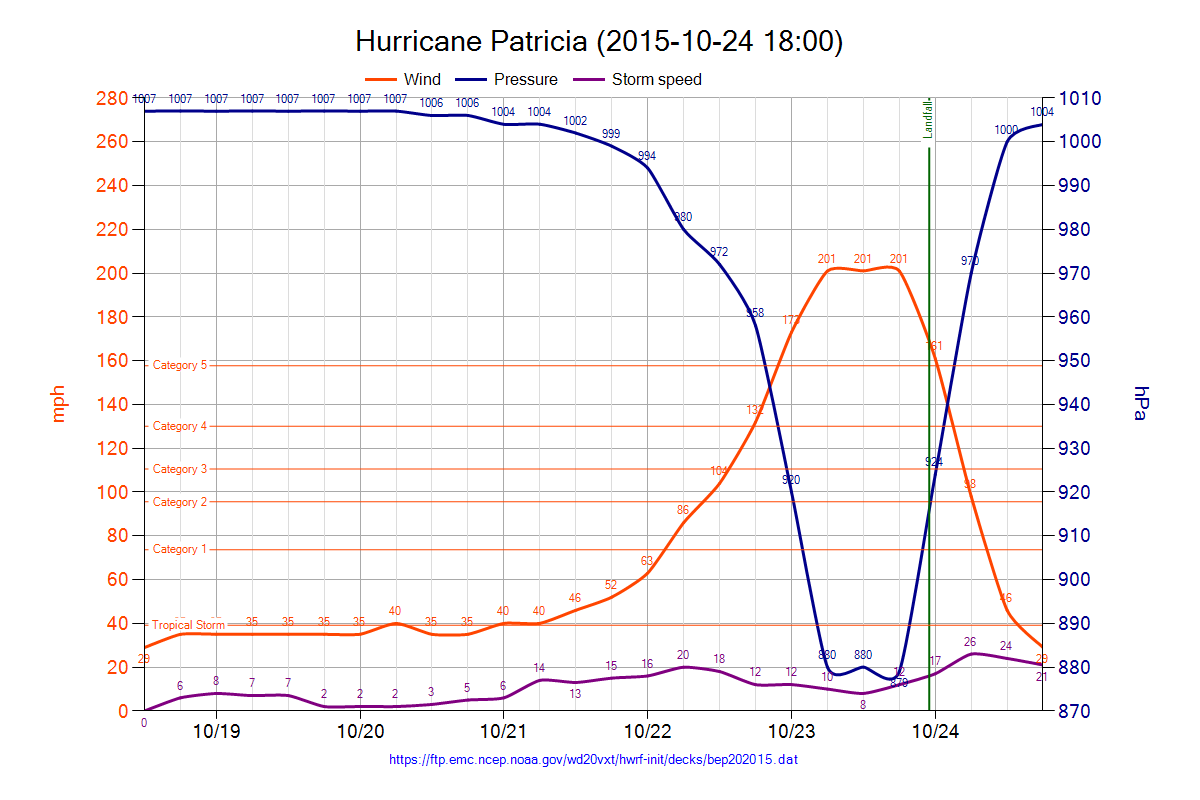

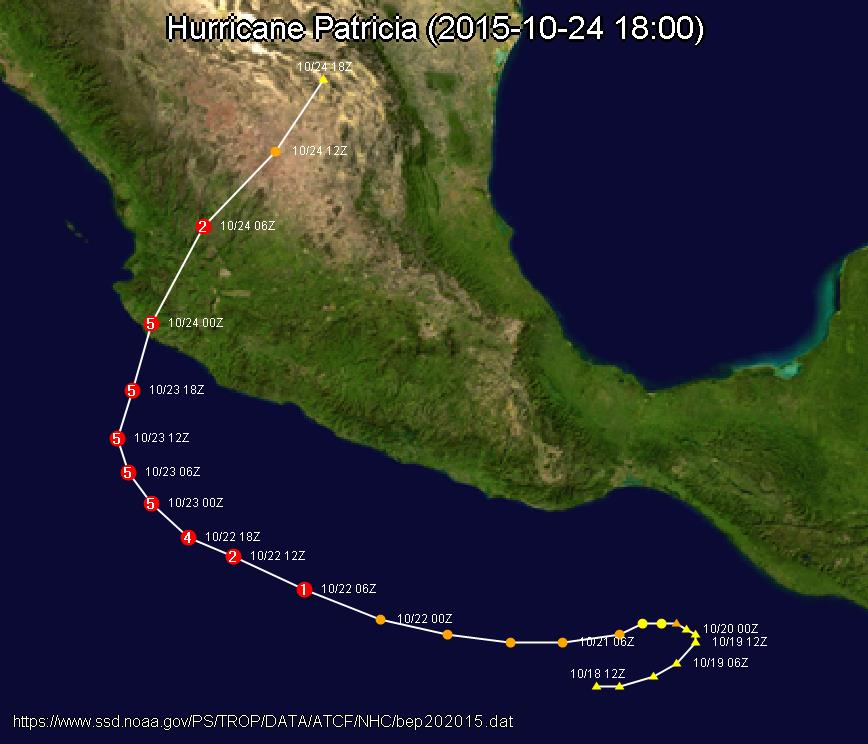

O furacão Patricia foi o ciclone tropical mais intenso já observado no hemisfério ocidental do Oceano Pacífico Ocidental da Terra em termos de pressão barométrica e o mais forte a nível mundial em termos de velocidade de ventos sustentados máximos medidos de forma confiável. Ele impactou a costa mexicana do Pacífico, além de ter causado efeitos secundários em outras regiões, como países da América Central e no Texas, Estados Unidos. Centenas de milhares de pessoas foram diretamente afetadas pela tempestade, principalmente no México, onde seis mortes foram atribuídas ao fenômeno.

## Formação
Originário de uma perturbação que se alastrou perto do Golfo de Tehuantepec, em meados de outubro de 2015, o Patricia foi classificado em 20 de outubro como uma depressão tropical, com um desenvolvimento inicial lento, sendo que um fortalecimento modesto foi registrado no primeiro dia de sua classificação. O sistema mais tarde se tornou uma tempestade tropical e foi nomeado Patricia, a vigésima quarta tempestade nomeada da temporada de 2015 de furacões no Pacífico. Com condições ambientais excepcionais alimentadas pela intensificação explosiva em 22 de outubro, um olho bem definido desenvolveu-se dentro de um intenso centro denso e o Patricia cresceu de uma tempestade tropical para um furacão de categoria 5 em apenas 24 horas.

## Intensidade
A taxa de intensificação foi maior que a de qualquer outro furacão já registrado no Pacífico na era de satélites artificiais (1960-presente) - apenas o furacão Linda, em 1997, fortaleceu-se a uma taxa semelhante. O precursor do Patricia produziu chuvas e inundações generalizadas na América Central.
Durante o período de 24 horas, entre 4h00 CDT (22h00 UTC) da quinta-feira (22 de outubro) e 4h00 CDT (22h00 UTC) da sexta-feira (23 de outubro), o furacão Patricia evoluiu de categoria 1, com velocidades de 85 mph (137 km/h), para categoria 5, atingindo velocidades de 200 mph (322 km/h). No mesmo período, a pressão no centro do furacão teve uma redução de 0,980 bar (735 mmHg) para 0,880 bar (660 mmHg), uma queda de pressão extrema, sem precedentes na história moderna.

## Produção de antimatéria
Estudos realizados pela Universidade da Califórnia em Santa Cruz para analisar a produção de raios gama pelo olho do furacão detectaram a presença de pósitrons, que é a antipartícula do elétron, porém não souberam identificar sua procedência, suspeitando de que foram produzidos por um relâmpago. Já a produção de raio X e raio gama também detectados no furacão, foram causados pela colisão de elétrons em alta velocidade, e são bastante comuns em tempestades com raios.